# Nederlandse kampioenschappen atletiek 1997
De Nederlandse kampioenschappen atletiek 1997 vonden van 4 t/m 6 juli plaats op de Bosbaan Emmelerbos te Emmeloord.

## Uitslagen
| Atleet              | Prestatie | Onderdeel             | Atlete                  | Prestatie |
| ------------------- | --------- | --------------------- | ----------------------- | --------- |
| Patrick van Balkom  | 10,32     | 100 m                 | Jacqueline Poelman      | 11,66     |
| Frank Perri         | 21,15     | 200 m                 | Annemarie Kramer        | 23,61     |
| Julien Hagen        | 46,96     | 400 m                 | Ester Goossens          | 52,04     |
| Marko Koers         | 1.47,01   | 800 m                 | Stella Jongmans         | 2.02,99   |
| Gert-Jan Liefers    | 3.51,45   | 1500 m                | Silvia Kruijer          | 4.20,95   |
| Kamiel Maase        | 13.57,38  | 5000 m                | Silvia Kruijer          | 16.26,88  |
| Greg van Hest       | 28.46,55  | 10.000 m              | Anne van Schuppen       | 34.37,21  |
| -                   | -         | 100 m horden          | Deborah den Boer        | 13,83     |
| Robin Korving       | 13,49     | 110 m horden          | -                       | -         |
| Jeroen Prent        | 50,00     | 400 m horden          | Ester Goossens          | 55,53     |
| Simon Vroemen       | 8.26,74   | 3000 m steeplechase   | -                       | -         |
| AAC                 | 41,11     | 4 x 100 m estafette   | DEM                     | 46,52     |
| Hellas              | 3.12,07   | 4 x 400 m estafette   | -                       | -         |
| Harold van Beek     | 1:34.34   | 20.000 m snelwandelen | -                       | -         |
| Björn Groen         | 2,11      | hoogspringen          | Marieke van der Heijden | 1,82      |
| Laurens Looije      | 5,30      | polsstokhoogspringen  | Monique de Wilt         | 3,70      |
| Ellsworth Manuel    | 7,37      | verspringen           | Sharon Jaklofsky        | 6,54      |
| Ellsworth Manuel    | 15,14     | hink-stap-springen    | Annemarie Hendriks      | 12,71     |
| Shaun Pickering     | 18,38     | kogelstoten           | Corrie de Bruin         | 18,03     |
| Pieter van der Kruk | 60,22     | discuswerpen          | Jacqueline Goormachtigh | 58,98     |
| Johan van Lieshout  | 73,60     | speerwerpen           | Kitty van Haperen       | 49,32     |
| Frank van den Dool  | 65,02     | kogelslingeren        | Renate Beunder          | 53,14     |

1904 · 
1908 · 
1909 · 
1910 · 
1911 · 
1912 · 
1913 · 
1914 · 
1915 · 
1917 · 
1918 · 
1919 · 
1920 · 
1921 · 
1922 · 
1923 · 
1924 · 
1925 · 
1926 · 
1927 · 
1928 · 
1929 · 
1930 · 
1931 · 
1932 · 
1933 · 
1934 · 
1935 · 
1936 · 
1937 · 
1938 · 
1939 · 
1940 · 
1941 · 
1942 · 
1943 · 
1944 · 
1946 · 
1947 · 
1948 · 
1949 · 
1950 · 
1951 · 
1952 · 
1953 · 
1954 · 
1955 · 
1956 · 
1957 · 
1958 · 
1959 · 
1960 · 
1961 · 
1962 · 
1963 · 
1964 · 
1965 · 
1966 · 
1967 · 
1968 · 
1969 · 
1970 · 
1971 · 
1972 · 
1973 · 
1974 · 
1975 · 
1976 · 
1977 · 
1978 · 
1979 · 
1980 · 
1981 · 
1982 · 
1983 · 
1984 · 
1985 · 
1986 · 
1987 · 
1988 · 
1989 · 
1990 · 
1991 · 
1992 · 
1993 · 
1994 · 
1995 · 
1996 · 
1997 · 
1998 · 
1999 · 
2000 · 
2001 · 
2002 · 
2003 · 
2004 · 
2005 · 
2006 · 
2007 · 
2008 · 
2009 · 
2010 · 
2011 · 
2012 · 
2013 · 
2014 · 
2015 · 
2016 ·
2017 ·
2018 ·
2019 ·
2020 ·
2021 ·
2022 ·
2023 ·
2024 ·
2025